# Bad Moms
Bad Moms (Malas madres, en España; El club de las madres rebeldes, en Hispanoamérica) es una película de comedia estadounidense dirigida y escrita por Jon Lucas y Scott Moore. La película es protagonizada por Mila Kunis, Kristen Bell, Kathryn Hahn, Jay Hernandez, Annie Mumolo, Jada Pinkett Smith y Christina Applegate.
La fotografía principal comenzó el 11 de enero de 2016 en Nueva Orleans. La película se estrenó el 19 de julio de 2016 en la ciudad de Nueva York y fue estrenada el 29 de julio de 2016 por STX Entertainment. Recibió críticas mixtas de los críticos y recaudó $183 millones en todo el mundo, convirtiéndose en la primera película de STX Entertainment en recaudar más de $100 millones brutos en el país.
Una secuela, titulada A Bad Moms Christmas, fue lanzada el 3 de noviembre de 2017.

## Sinopsis
Amy Mitchell (Mila Kunis) es una mujer casada que vive en Chicago suburbios con dos hijos, Jane (Oona Laurence) y Dylan (Emjay Anthony) , que se siente sobrecargado de trabajo y comprometido. Trabaja como representante de ventas para una empresa de café "de moda", prepara almuerzos saludables y empaquetados a mano para sus hijos, hace la mayor parte de sus tareas escolares, asiste a todas sus actividades extracurriculares y participa activamente en el  PTA, dirigida por la dominante Gwendolyn James (Christina Applegate) y sus compinches, Stacy (Jada Pinkett Smith) y Vicky (Annie Mumolo). Cuando descubre a su esposo Mike (David Walton) engañándola con una  camgirl, Amy lo echa e intenta mantener todo en orden.
Después de un día particularmente estresante, Amy renuncia públicamente a la PTA en respuesta a los planes de venta de pasteles excesivamente entusiastas de Gwendolyn. En un bar cercano, Amy conoce a Carla (Kathryn Hahn), una madre soltera relajada y sexualmente activa, y a Kiki (Kristen Bell), una madre de cuatro hijos que se queda en casa y adora los disidencia de Gwendolyn. Amy y Carla se irritan al descubrir que el marido de Kiki es dominante y espera que ella se encargue de todos los niños y de la casa sin ningún tipo de ayuda, mientras que Amy y Kiki están molestas por el enfoque de la crianza de los hijos de Carla. El trío se embarca en una juerga de toda la noche que inspira a Amy a relajarse con sus hijos: los lleva a dar un paseo en el coche clásico de Mike, les lleva el almuerzo de Arby's, obliga a Dylan a valerse por sí mismo para evitar que él sea perezoso y con derecho, y toma a Jane, que está constantemente estresada y que tiene un gran rendimiento, para un día de spa. La propia Amy decide empezar a salir, pero se encuentra sin experiencia debido a su matrimonio y maternidad tempranos. Finalmente, termina estableciendo una conexión con Jessie (Jay Hernandez), un apuesto viudo de la escuela que estaba enamorado de ella.
Después de que Amy trae los agujeros de donas comprados en la tienda a la venta de pasteles, atrae la ira de Gwendolyn, quien usa su autoridad de la PTA para sacar a Jane del equipo de fútbol. Amy está enojada y decide postularse para presidente de la PTA en oposición a Gwendolyn. Un encuentro y saludo en la casa de Amy atrae solo a un visitante, quien les informa que Gwendolyn ha lanzado una fiesta rival en su propia casa, atendida por Martha Stewart. A pesar de esto, las otras mamás y Martha abandonan rápidamente la fiesta de Gwendolyn cuando queda claro que tiene la intención de sermonearlas toda la noche, lo que lleva a una fiesta exitosa en la casa de Amy.
Gwendolyn responde poniendo drogas en el casillero de Jane, enmarcándola, lo que la expulsa de todas las actividades extracurriculares. Jane y Dylan se van a vivir con Mike (quien ha acordado un divorcio amistoso) en respuesta a lo que ven como el fracaso de Amy como madre. Amy pierde su trabajo porque su jefe se niega a entender sus razones para tomarse un descanso.
Amy, abatida, se queda en casa durante las elecciones de la Asociación de Padres y Maestros, pero Carla y Kiki la ponen en acción, y finalmente se enfrenta a su esposo y le ordena que se ocupe de todo sola hasta que termine la reunión. En el evento, Amy da un discurso inspirador sobre cómo todas las mamás tienen exceso de trabajo y que necesitan tomarse un tiempo libre, hacer menos eventos estresantes y, lo más importante, permitirse cometer errores. Amy gana por un deslizamiento de tierra y finalmente termina consolando a una devastada Gwendolyn, quien revela que su vida no es perfecta como ella había dicho que era.
Algunas semanas más tarde, el enfoque de Amy ha dado lugar a cambios positivos: Jane ha sido reintegrada al equipo de fútbol y se está estresando menos, Dylan en realidad se está aplicando, Kiki hace que su esposo ayude a cuidar de sus hijos, Carla es más responsable y manos a la obra, y todas las demás mamás, incluidas Stacy y Vicky, se sienten con más energía. La propia Amy ha recuperado su trabajo con una compensación mucho mejor después de que su jefe se dio cuenta de lo mucho que la había dado por sentado, y ella continúa viendo a Jessie. Gwendolyn invita a Amy, Carla y Kiki a pasar un día de diversión en el jet privado de su marido.
Los créditos finales juegan con el elenco que entrevistan a sus mamás de la vida real.

## Personajes
- Mila Kunis como Amy Mitchell.
- Kristen Bell como Kiki.
- Kathryn Hahn como Carla Dunkler.
- Christina Applegate como Gwendolyn James.
- Jay Hernandez como Jessie Harkness.
- Jada Pinkett Smith como Stacy.
- Annie Mumolo como Vicky.
- Clark Duke como Dale Kipler.
- Oona Laurence como Jane Mitchell.
- Emjay Anthony como Dylan Mitchell.
- David Walton como Mike Mitchell.
- Wanda Sykes como la Dra. Elizabeth Karl.
- Wendell Pierce como el director Daryl Burr.
- J. J. Watt como el entrenador Craig.
- Megan Ferguson como Tessa.
- Lilly Singh como Cathy.
- Billy Slaughter como el veterinario.
- Martha Stewart como ella misma.
- Lyle Brocato como Kent.

## Producción
El 30 de abril de 2015 la productora anunció que Jon Lucas y Scott Moore fueron elegidos para dirigir una comedia femenina sin título definido, a partir de un guion elaborado por ellos. Block Entertainment y Raj Brinder Singh, de Merced Media Partners, producirían la película, junto con Judd Apatow y Josh Church, a través de Apatow Productions; mientras, se informó que la Merced Media Partners financiaría la película. Leslie Mann fue postulada para ser la protagonista de esta película. Paramount Pictures adquirió los derechos de distribución de la película el 8 de mayo del 2015. La película se ofreció a diferentes distribuidores internacionales en el Festival de Cine de Cannes de ese año. Mann y Apatow se desvincularon de la producción, por conflictos internos. El 26 de octubre del 2015, la Paramount anunció que abandonaría el proyecto, que finalmente retomó STX Entertainment para manejar la distribución en los Estados Unidos. Las actrices Mila Kunis, Christina Applegate y Kristen Bell se unieron a la película en los roles principales, mientras que Suzanne Todd produciría la película, junto con Block. El 11 de enero del 2016, Jada Pinkett Smith y Kathryn Hahn se unieron al proyecto de la película. Meses más tarde, también se unió Oona Laurence.

### Filmación
La filmación inició el 11 de enero del 2016, en Nueva Orleans, y concluyó el 1 de marzo del mismo año.

## Estreno
En mayo del 2015, la Paramount anunció que la fecha de lanzamiento de la película sería el 15 de abril del 2016; sin embargo, en julio del 2015, decidió aplazar el estreno indefinidamente. Más tarde, STX Entertainment compró los derechos de distribución de la película, y reveló que se estrenaría el 29 de julio del 2016.

## Recepción

### Taquilla
Bad Moms recaudó $113.2 millones en Estados Unidos y Canadá y $70.7 millones en otros territorios por un total mundial de $183.9 millones, contra un presupuesto de $20 millones.
Bad Moms fue lanzado en los Estados Unidos y Canadá el 29 de julio de 2016, junto a Jason Bourne y Nerve, y se proyectó alrededor de $ 25 millones en su fin de semana de apertura, de 3.215 salas. Recaudó $2.1 millones de las previsiones de la noche del jueves. En su primer fin de semana, la película recaudó 23.8 millones de dólares, terminando en la tercera posición en la taquilla. El 3 de septiembre, la película atravesó $ 100 millones en el país, convirtiéndose en la primera película de STX Entertainment en hacerlo. Deadline.com calculó el beneficio neto de la película a ser $ 50.8 millones, al factorizar juntos todos los gastos e ingresos.

### Críticas
En Rotten Tomatoes la película tiene una calificación de aprobación del 58%, basada en 139 reseñas con una valoración media de 5.6/10. El consenso crítico del sitio dice:, "Bad Moms boasts a terrific cast and a welcome twist on domestic comedy -- and they're often enough to compensate for the movie's unfortunate inability to take full advantage of its assets." En Metacritic, la película tiene una puntuación de 60 de cada 100 basada en 33 críticos, indicando "críticas mixtas".  Las audiencias encuestadas por CinemaScore dieron a la película una calificación promedio de "A" en una escala de A + a F.

### Premios y nominaciones
| Premiación             | Categoría                      | Trabajo      | Resultado | Ref.   |
| ---------------------- | ------------------------------ | ------------ | --------- | ------ |
| People's Choice Awards | Favorite Comedy Movie          | Bad Moms     | Ganador   | [ 23 ] |
| People's Choice Awards | Favorite Comedic Movie Actress | Kristen Bell | Nom       | [ 23 ] |

## Banda sonora
La lista de canciones completa de la banda sonora de la película, fue estrenada el 29 de julio de 2016 en los principales sitios de música como iTunes, Google Play Music, y publicada para Streaming en Spotify.
En algunos artistas de los cuales aparecen en esta banda sonora son Demi Lovato, DNCE, Fifth Harmony, Icona Pop, Charli XCX y entre otros.

| N.º | Título                          | Música               | Duración |  |
| 1.  | «Tightrope»                     | Janelle Monáe        | 4:48     |  |
| 2.  | «I Love It (feat. Charli XCX)»  | Icona Pop            | 2:36     |  |
| 3.  | «Hello Sunshine (feat. Memoir)» | Dena Deadly          | 2:43     |  |
| 4.  | «Cake by the Ocean»             | DNCE                 | 3:39     |  |
| 5.  | «Confident»                     | Demi Lovato          | 3:26     |  |
| 6.  | «Girls Will Be Girls»           | Sophie Beem          | 3:28     |  |
| 7.  | «Sweet Jane»                    | Garrett Kato         | 2:21     |  |
| 8.  | «I Want to Know What Love Is»   | Foreigner            | 4:58     |  |
| 9.  | «Shut Up and Dance»             | Walk the Moon        | 3:18     |  |
| 10. | «Bad Moms (Suite)»              | Christopher Lennertz | 5:00     |  |
| 11. | «Enough is Enough (Suite)»      | Christopher Lennertz | 4:57     |  |
| 12. | «Get Your Tits Up (Suite)»      | Christopher Lennertz | 5:53     |  |